# معركة بار سور أوب
معركة بار سور أوب (بالفرنسية: Bataille de Bar-sur-Aube)‏ هي معركةٌ دارت رحاها بين الإمبراطورية الفرنسية الأولى والإمبراطورية النمساوية في 27 فبراير 1814، والتي انتهت بانتصار النمسَاوِيون.

## المعركة
انتهز كرل فيليب أميرُ شوارزنبرج انشغال نابليون بونابرت مع هجومه لمنطقة سيليزيا لضرب أوديني بفيلق روسي بقيادة الجنرال بيتر فيتجنشتاين وفيلق بافاري تحت قيادة الجنرال كارل فون فريد. على الرغم من أن ماكدونالد تمتع بقدر من التفوق العددي في البداية، فقد عزل عددا معتبرا من قواته عن ميدان المعركة بسبب انتشارهم على طول نهر أوب، وبالتالي لم يتمكنوا من المشاركة، حيث كانت معظم المدفعية الفرنسية في مجال غير استراتيجية من النهر مما ساهم في هزيمتهم وانتصار النمسا.